# La Cañada High School
El instituto de preparatoria de La Cañada (en inglés, La Cañada High School) es una escuela combinada secundaria-preparatoria ubicada en La Cañada Flintridge, California, Estados Unidos. Se encuentra en la base de la Sierra de San Gabriel, bajo el Bosque nacional de Ángeles, en la ciudad de La Cañada Flintridge. La escuela se encuentra junto a la Interestatal 210, al norte del Estadio Rose Bowl de Pasadena y al sur del Laboratorio de Propulsión a Reacción de la NASA.

## Historia
El instituto de La Cañada fue nominado como Escuela Distinguida de California y Escuela Nacional Cinta Azul. El Departamento de Educación estadounidense ha reconocido a LCHS por sus “grandes logros y programas ejemplares”, por sus abundantes actividades extracurriculares y por ser un gran soporte comunitario. Con 1389 alumnos matriculados desde noveno hasta duodécimo grado, el instituto de La Cañada también ha recibido el máximo de seis años de reconocimiento por la Asociación Occidental de Escuelas y Universidades.

## Premios académicos
El instituto de La Cañada fue nombrado Escuela Distinguida de California por el Departamento de Educación de California en 1986 y en 2003.
El instituto La Cañada ha sido reconocido por el Departamento de Educación de Estados Unidos tres veces como Escuela Nacional Cinta Azul, primero en 1992 y 1993, otra vez en 2004 y más recientemente en 2015.
En 2009, el instituto La Cañada ocupó el puesto 80 º entre todas las escuelas públicas en Estados Unidos y el puesto 23 º en el estado de California según la revista U.S. News and World Report
En 2009, la institución alcanzó un nuevo récord escolar de 20 estudiantes admitidos como semifinalistas para la Beca al Mérito Nacional.

## Alumnos destacados
- Michael Cunningham (graduado en 1970), autor de la novela ganadora del Pulitzer de 1998 Las Horas
- Doug Davidson (graduado en 1973), actor (The Young and the Restless).
- Taylor Negron (graduado en 1975) actor, comediante, pintor, y dramaturgo
- Chris Holmes (graduado en 1976), guitarrista solista W.A.S.P.
- Phil Joanou (graduado en 1979), director cinematógrafo (Rattle y Hum, Three O'Clock High)
- Mark Riebling (graduado en 1982), autor de Wedge: La Guerra Secreta Entre el FBI y la CIA
- Sam Labrador (graduado en 1984) periodista deportivo, escritor en Los Ángeles Cronometra NFL
- Tommy Kendall (graduado en 1985), piloto de carreras
- Mate Whisenant (graduado en 1988), ex lanzador de la Liga Mayor de Béisbol
- Brian Behlendorf (graduado en 1991), programador de ordenador, desarrollador del servidor web Apache
- Chris D'Elia (graduado en 1998), cómico de stand-up y actor
- Indra Petersons (graduada en 1998), mujer del tiempo en los programas New Day y CNN Newsroom de la CNN
- Erin Coscarelli (graduado en 2002), anfitrión del Red Gameday Pick'em de la NFL
- David Lipsky (graduado en 2006), golfista
- Trace Cyrus (abandonó en 2006), miembro de la banda Metro Station, hijo adoptado de Billy Ray Cyrus
- Marta Belcher, (graduada en 2008), abogada tecnológica
- Kate Hansen (graduada en 2010), luger en los Juegos Olímpicos de Sochi 2014
- Collin Morikawa (graduado en 2015), golfista